# Hokushin-ron

Mapa de los planes japoneses del Hokushin-ron sobre un posible ataque a la Unión Soviética. Las fechas indican el año en que Japón ganó el control del territorio.

El Hokushin-ron (北進論, "Doctrina de Expansión del Norte" o "Camino del Norte") fue una doctrina política del Imperio del Japón anterior a la Segunda Guerra Mundial que afirmaba que Manchuria y Siberia pertenecían a la esfera de interés de Japón, y que el valor potencial de la expansión económica y territorial en esas áreas para Japón era mayor que en otros lugares. Sus partidarios a veces se autodenominaban "Grupo de Ataque Norte". Gozó de amplio apoyo dentro del Ejército Imperial Japonés durante el período de entreguerras, pero fue abandonado en 1939 después de la derrota militar en el frente de Mongolia en las batalla de Jaljin Gol (conocido en Japón como el incidente de Nomonhan) y la firma del Pacto de Neutralidad soviético japonés. Fue superada por la política rival diametralmente opuesta, el Nanshin-ron (南進論, "Doctrina de Expansión del Sur" o "Camino del Sur"), que consideraba el Sudeste Asiático y las islas del Pacífico como la esfera política y económica de Japón y que pretendía adquirir los recursos de las colonias europeas, al mismo tiempo que neutralizaban la amenaza de las fuerzas militares occidentales en el Pacífico.

## Orígenes
Desde la primera guerra sino-japonesa en la década de 1890, el Hokushin-ron llegó a dominar la política exterior japonesa. Guio tanto la invasión japonesa de Taiwán (1895) como el Tratado Japón-Corea de 1910 que anexó Corea a Japón. Después de la guerra ruso-japonesa (1904-5), el mariscal de campo, el príncipe Yamagata Aritomo, un arquitecto ideológico político y militar del Hokushin-ron, trazó las líneas de una estrategia defensiva contra el Imperio ruso. Una guía de Defensa Nacional Imperial de febrero de 1907 imaginó dos estrategias: el Nanshu Hokushin Ron (南守守進, defensa en el Sur y avance en el Norte) y el Hokushu Nanshin Ron (守南進, defensa en el Norte y avance en el Sur). Hubo un intenso discurso dentro de Japón sobre las dos teorías divergentes. Después de la Primera Guerra Mundial, las tropas japonesas se desplegaron como parte de la Intervención Siberiana durante la intervención aliada en la guerra civil rusa, con la esperanza de que Japón pudiera estar libre de cualquier futura amenaza rusa separando a Siberia y formando un Estado colchón independiente. Las tropas japonesas se mantuvieron hasta 1922, fomentando el debate de los planificadores estratégicos japoneses sobre la idea de la ocupación japonesa permanente de Siberia al este del lago Baikal.

## Invasión de Manchuria
Artículo principal: Invasión japonesa de Manchuria
Un paso esencial en la propuesta del Hokushin-ron fue que Japón tomara el control de Manchuria, para obtener una extensa frontera terrestre de facto con la Unión Soviética. La insubordinación de personal militar japonés deshonesto en el Ejército de Kwantung en 1931 condujo al Incidente de Mukden y proporcionó un pretexto para la invasión japonesa de Manchuria. Así mismo el Ejército de Kwantung tenía 12.000 hombres disponibles para la invasión de Manchuria en el momento en que necesitara refuerzos. El ministro de guerra, Sadao Araki, era un sólido partidario del Hokushin-ron y de un ataque propuesto en el Extremo Oriente soviético y Siberia. Organizó a las fuerzas del Ejército de Chōsen para que se trasladaran desde Corea al norte a Manchuria sin permiso de Tokio en apoyo del Ejército de Kwantung. El complot para apoderarse de Manchuria procedió según lo planeado, y cuando presentó los hechos, todo lo que el primer ministro Reijirō Wakatsuki pudo hacer fue protestar débilmente y renunciar a su gabinete. Cuando se formó el nuevo gabinete, Araki, como Ministro de Guerra, tenía el verdadero poder en Japón. Se formó un estado títere en el noreste de China y en Mongolia Interior. Fue nombrado Manchukuo y gobernado bajo un formato de monarquía constitucional.

## Faccionalismo dentro del ejército
El Hokushin-ron fue apoyado en gran parte por el Ejército Imperial Japonés. El general Kenkichi Ueda era un firme creyente en la política Hokushin-ron, creyendo que el principal enemigo de Japón era el comunismo y que el destino de Japón consistía en conquistar los recursos naturales de la parte poco poblada del norte del Asia continental. El general Yukio Kasahara también fue uno de los principales defensores de la filosofía Hokushin-ron, sintiendo firmemente que la Unión Soviética representaba una gran amenaza y una gran oportunidad para Japón.
Sin embargo, camarillas rivales de oficiales en el Ejército afirmaban representar la "verdadera voluntad" del Emperador. La radical y ultranacionalista Facción del Camino Imperial (Kōdōha) tenía muchos jóvenes activistas que apoyaban firmemente la estrategia del Hokushin-ron y un ataque preventivo contra la Unión Soviética. Se opusieron a la Facción del Control (Tōseiha), más conservadora y moderada, que favoreció una expansión defensiva más cautelosa y trató de imponer una mayor disciplina sobre el Ejército y en la guerra con China como un imperativo estratégico.
Las relaciones entre el Ejército japonés y la Armada nunca fueron cordiales, y a menudo estuvieron marcadas por una profunda hostilidad, una situación cuyo origen se remonta al período Meiji. Desde principios de la década de 1930, el Ejército vio a la Unión Soviética como la mayor amenaza de Japón y en su mayor parte apoyó el concepto del Hokushin-ron, ya que los intereses estratégicos de Japón estaban en el continente asiático. La Armada miró a través del Océano Pacífico y vio a los Estados Unidos como la mayor amenaza, y en su mayor parte apoyó el concepto del Nanshin-ron de que los intereses estratégicos de Japón estaban en el Sudeste Asiático y las islas del Pacífico. A mediados de la década de 1930 existía la seria posibilidad de un enfrentamiento entre el Ejército y la Armada debido a ideas expansionistas incompatibles.

## Hechos de 1936
La facción Kōdōha, que favorecía el Hokushin-ron, fue dominante en el Ejército durante el mandato de Araki como Ministro de Guerra de 1931 a 1934, ocupando los cargos más importantes. Sin embargo, muchos de sus miembros fueron reemplazados por oficiales de la facción Tōseiha luego de la renuncia de Araki debido a su mala salud en 1934. En 1936, jóvenes oficiales del Ejército afiliados a Kōdōha lanzaron un golpe de Estado fallido en el incidente del 26 de febrero. Como resultado, los generales de Kōdōha fueron purgados del Ejército, incluido Araki, que se vio obligado a retirarse en marzo de 1936.
El Plan de Defensa Imperial, formulado en junio de 1936, incorporó un equilibrio tanto de Hokushin-ron como de Nanshin-ron, que exigía que tanto el Ejército como la Armada adoptaran un enfoque pacífico y sin oposición a sus "enemigos". El objetivo del plan era adquirir territorios que poseían las materias primas, en particular el petróleo, que Japón necesitaba para mantener su crecimiento y economía, pero que no poseía. La expansión hacia el norte (Hokushin-ron) ganaría los recursos naturales de Siberia al atacar a la Unión Soviética a través de Manchuria. La expansión hacia el sur (Nanshin-ron) implicaría tomar las Indias Orientales Neerlandesas (ahora Indonesia) y otras colonias de los franceses y/o británicos. El suministro de recursos de Japón se aseguraría eventualmente mediante la creación de una "Esfera de Coprosperidad de la Gran Asia Oriental". Sin embargo, las potencias europeas habían sido dominantes en el sudeste asiático durante más de un siglo, y la política exterior japonesa tenía poca experiencia allí. Al perseguir el Nanshin-ron, Japón se arriesgaba, y en algunos sectores incluso era bienvenida, una guerra a gran escala con las grandes potencias de todo el mundo.
En noviembre de 1936 se concluyó el Pacto Antikomintern entre Japón y la Alemania nazi. Se acordó que, en caso de un ataque de la Unión Soviética contra Alemania o Japón, los dos países consultarían sobre qué medidas tomar "para salvaguardar sus intereses comunes". También establecieron que ninguno de ellos haría ningún tratado político con la Unión Soviética, y Alemania también se comprometió a reconocer a Manchukuo.

## Guerras fronterizas soviético-japonesas
Artículo principal: Guerras fronterizas soviético-japonesas
Una serie de conflictos fronterizos entre Japón y la Unión Soviética, sin declaración formal de guerra, comenzó en 1932. Las acciones agresivas iniciadas por el personal japonés y los oficiales de campo en la frontera soviética con Manchukuo y Mongolia llevaron a la desastrosa batalla de Jaljin Gol (1939), que resultó en grandes bajas para el Ejército de Kwantung y desafió severamente su tan aclamada reputación. Se demostró que cualquier expansión más al norte, hacia Siberia, era imposible dada la superioridad soviética en número y armamento. Sin embargo, el general Ueda continuó apoyando las acciones de sus oficiales y se negó a sancionarlos por tomar acciones similares, permaneciendo firme en su apoyo a la política del Hokushin-ron. Fue devuelto a Japón a finales de 1939 y obligado a retirarse. El Ejército de Kwantung fue purgado de sus elementos más insubordinados y de sus defensores del Hokushin-ron.

## Abandono delHokushin-ron
Artículo principal: Kantokuen
El ejército perdió prestigio debido a sus fracasos en los conflictos fronterizos entre Japón y la Unión Soviética; y como resultado, la Armada ganó mayor influencia. Fue apoyada por varios poderosos Zaibatsus industriales, convencidos de que podrían servir mejor a sus intereses al satisfacer las necesidades de la Armada. Los reveses militares en el frente de Mongolia, la segunda guerra sino-japonesa y las actitudes negativas occidentales hacia las tendencias expansionistas japonesas llevaron a un cambio hacia el Nanshin-ron para procurar recursos coloniales en el sudeste asiático y neutralizar la amenaza planteada por las fuerzas militares occidentales en el Pacífico. Japón y la URSS firmaron el Pacto de neutralidad soviético-japonés en abril de 1941, liberando a Japón y permitiéndole prepararse para la Guerra del Pacífico. Cuando la Alemania nazi lanzó su invasión contra la Unión Soviética en junio de 1941, Japón no se unió a la invasión de su aliado del Eje al abrir un segundo frente en el Lejano Oriente. De hecho, Japón no volvió a comprometerse militarmente con la Unión Soviética hasta que la URSS declaró la guerra a Japón en agosto de 1945.